# Seznam mest v Kazahstanu
Seznam mest v Kazahstanu. Imena več mest so se v zadnjem stoletju spremenila, včasih celo večkrat. 
- Aqkol
- Alatau
- Almati (Almaty, Alma-Ata, Verniy)
- Aqtas
- Aqtau
- Aqtöbe (Aktyubinsk)
- Aral (Aralsk)
- Arkalik
- Astana (Celinograd (Tselinograd), Akmolinsk, Aqmola) - prestolnica
- Atirau (Guriev)
- Ajaguz
- Balkaš
- Bejneu
- Bajkonur (Leninsk)
- Čapajev
- Čemolgan
- Ču
- Ekibastuz
- Emba
- Fort Ševčenko
- Horogos
- Karaganda
- Kiziljar
- Koksetau
- Kostanaj
- Oktjabrsk
- Oral (Uralsk)
- Öskemen (Ust-Kameogorsk)
- Pavlodar
- Petropavl (Petropavlovsk)
- Kazalij
- Kizilorda (Ak-meshit, Kzil Orda, Perovsk)
- Ridder (Leninogorsk)
- Rudnij
- Sarjšagan
- Satpajev
- Semej (Semipalatinsk)
- Šimkent (Čimkent)
- Taldikorgan
- Taraz (Aulie-Ata)
- Temirtau
- Tjuratam
- Turkestan (Yasi)
- Vasij
- Zajsan
- Zirjan
- Žana-Ozen
- Žarkent
- Žezkazgan (Žezkazgan)